# جين فيكتور ماكينغو
جين فيكتور ماكينغو (بالفرنسية: Jean-Victor Makengo)‏ (12 يونيو 1998 بفرنسا - ) هو لاعب كرة قدم فرنسي في مركز الوسط. شارك مع منتخب فرنسا تحت 16 سنة لكرة القدم ومنتخب فرنسا تحت 17 سنة لكرة القدم. أما مع النوادي، فقد لعب مع نادي كاين.

## وصلات خارجية
- جين فيكتور ماكينغو على موقع قاعدة بيانات كرة القدم.إي يو (الإنجليزية)
- جين فيكتور ماكينغو على موقع ليكيب (الفرنسية)
- جين فيكتور ماكينغو على موقع Soccerway.com (الإنجليزية)
- جين فيكتور ماكينغو على موقع عالم كرة القدم.نت (الإنجليزية)
- جين فيكتور ماكينغو على موقع AS.com (الإسبانية)